# Officer (ordensvæsen)
 For alternative betydninger, se Officer (flertydig). (Se også artikler, som begynder med Officer)
Officer betegner almindeligvis det næstlaveste trin inden for en ridderorden. Det gælder især fortjenstordener med fem trin, som har Æreslegionens grader som forbillede. I Dannebrogordenen kaldes dette trin Ridder af 1. grad af Dannebrog. Selve dekorationen kaldes ofte et officerskors.
Betegnelsen stammer fra fransk ordensvæsen, hvor Æreslegionens fem trin blev en model for mange moderne fortjenstordener:
- Storkors (grand-croix)
- Storofficer (grand-officier)
- Kommandør (commandeur)
- Officer (officier)
- Ridder (chevalier)